# Непознати Смедеревац
Непознати Смедеревац (средина 15. век), српски средњовековни писац, можда исти онај Смедеревски беседник који је одржао чувено слово над одром деспота Ђурђа Бранковића. Описао Пренос моштију апостола и јеванђелисте Луке у Смедерево 1453. године, где се јавља мотив мистичне и чудесне заштите коју свете мошти дају народу (у овом случају српском народу пред пад Деспотовине).